# Anomala limbipennis
Anomala limbipennis är en skalbaggsart som beskrevs av Ohaus 1938. Anomala limbipennis ingår i släktet Anomala och familjen Rutelidae. Inga underarter finns listade i Catalogue of Life.